# Aiguière
Pour l’article ayant un titre homophone, voir Eyguières.

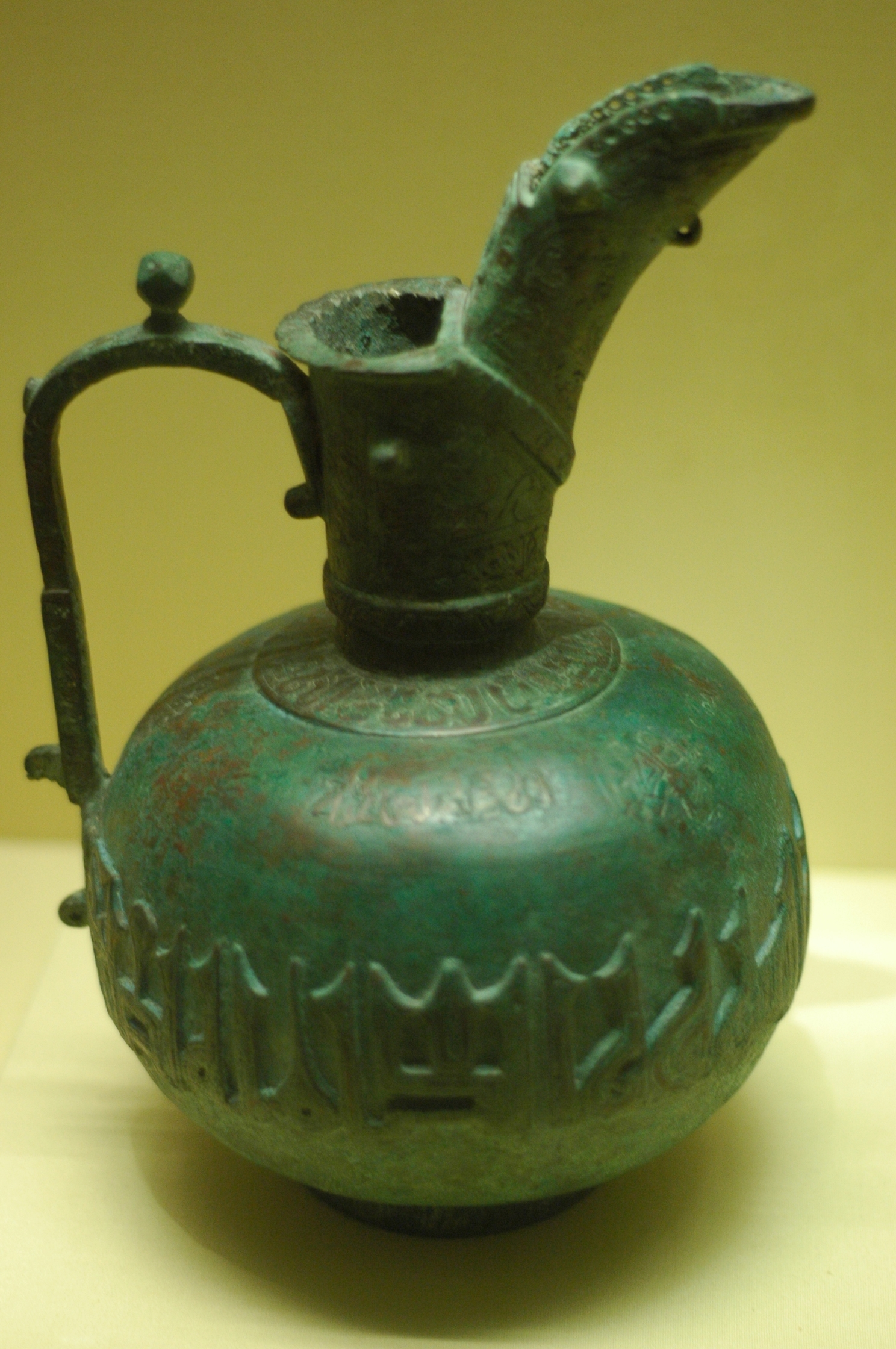
Aiguière, Iran, XIIe siècle, Metropolitan Museum of Art.

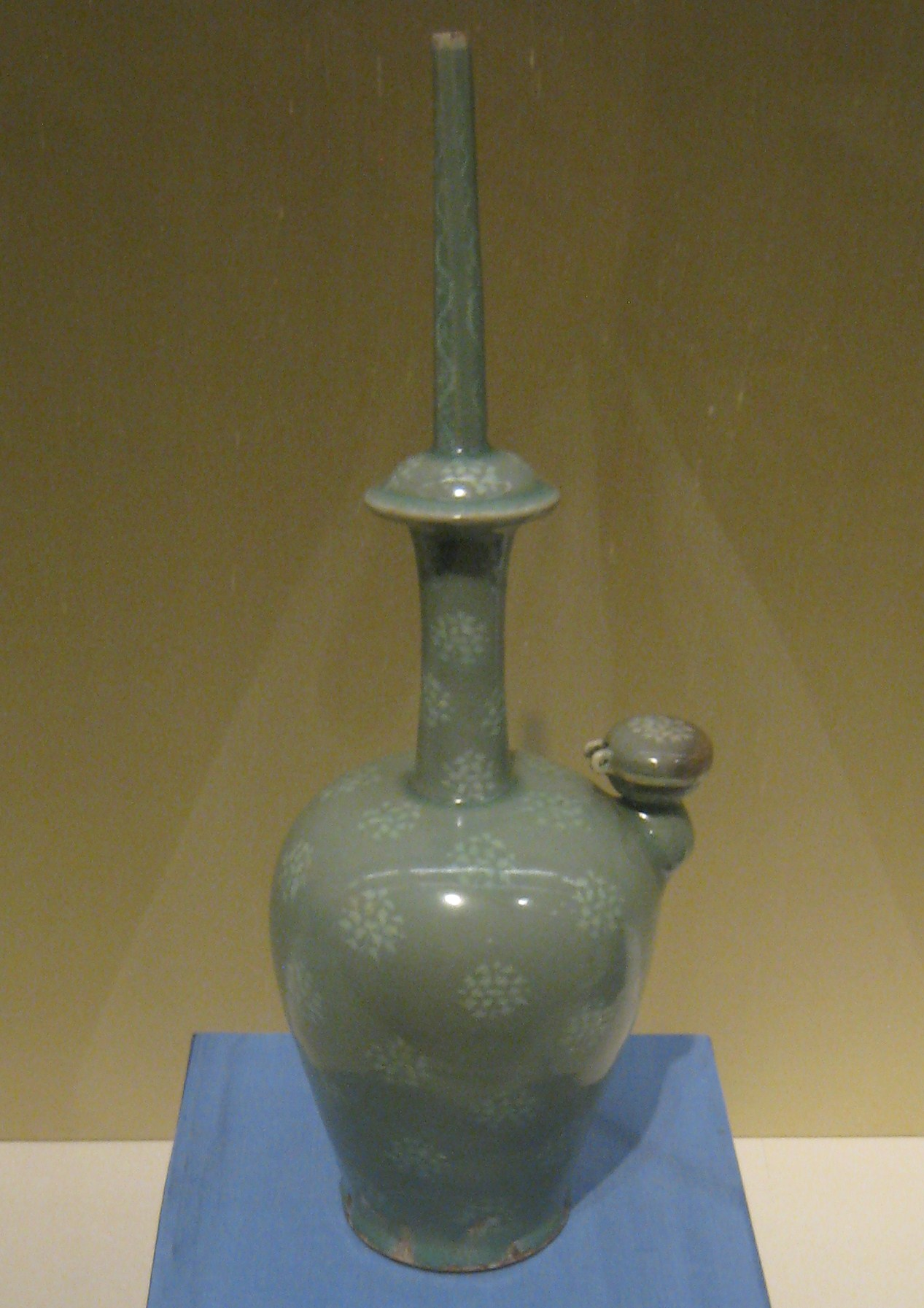
Aiguière ou « Kundika » (vase rituel bouddhiste) en céladon de la période Goryeo.

Une aiguière est un récipient à pied ovoïde doté d'une anse et d'un bec destiné à contenir de l'eau et à la servir. Ce mot ancien est surtout utilisé de nos jours pour désigner des objets d'art, ou bien dans la messe lors rite du lavabo. On utilise plutôt les termes de cruche, de pichet ou encore de carafe pour désigner nos vases à eau contemporains.
L'étymologie du mot s'explique par l'occitan aiga « eau » suivi du suffixe -iera, francisé en -ière.
Un aquamanile est une aiguière médiévale, souvent zoomorphe, qui servait aux ablutions.

## Différentes formes d'aiguières
On connaît de nombreuses formes d'aiguières, réalisées dans des matériaux les plus divers : verre, céramique, orfèvrerie, métal, mais aussi cristal de roche ou autres pierres dures comme la sardoine, ou encore l'émail. Elles sont parfois associées à un bassin, afin de servir à la toilette, mais peuvent aussi être disposées sur la table et être utilisées pour boire.
La production d'aiguières existe depuis l'Antiquité : plusieurs exemplaires égyptiens sont parvenus jusqu'à nous, sans compter les nombreuses représentations qui en existent sur les tables d'offrandes.
Le monde médiéval, tant occidental qu'oriental, a également utilisé fréquemment ce type de récipient : témoin en est la célèbre aiguière aux oiseaux en cristal de roche anciennement conservée dans le trésor de l'abbaye de Saint-Denis, mais produite en Égypte fatimide. À la Renaissance et jusqu'au XIXe siècle, des œuvres en majolique et orfèvrerie reprennent cette forme. Plusieurs types se dégagent, comme les aiguières-casque, en forme de casque renversé. Le terme aiguière-casque serait impropre et il faut parler d'aiguière pour un récipient à col très large et de pot à eau pour un récipient dont le col se resserre. Parfois, on trouve même des aiguières zoomorphes voire narratives. L'une d'entre elles, conservée au musée du Louvre, représente l'enlèvement de Déjanire par le centaure Nessus d'après des modèles de Jean de Bologne. Elle est réalisée en argent et partiellement dorée.
Notons enfin l'existence de tels récipients dans le monde extrême-oriental, parfois réalisés dans la technique de la laque.
L'Église catholique se sert d'aiguières durant la célébration du sacrement de l'Eucharistie, lors de l'offertoire, pour le rite du lavement des mains. L'aiguière a également son utilité pendant certaines cérémonies, particulièrement au baptême. C'est avec l'aiguière que l'eau baptismale est puisée pour être versée sur le front de l'enfant qui est baptisé. La forme de l'aiguière utilisée dans telle circonstance est généralement basse et de petit volume.
Dans la vie civile, c'était avec l'aiguière que l'on se lavait les mains avant et après le repas. On appelait aussi aiguière un plateau contenant tout ce qui était nécessaire au service d'une collation : flacons, tasses, salières, etc.

## Galerie

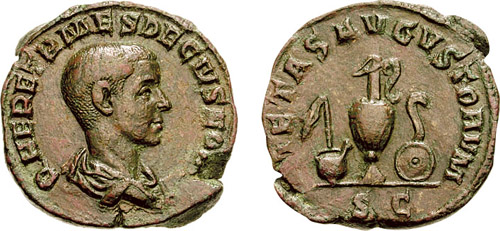
Pièce romaine représentant une aiguière.
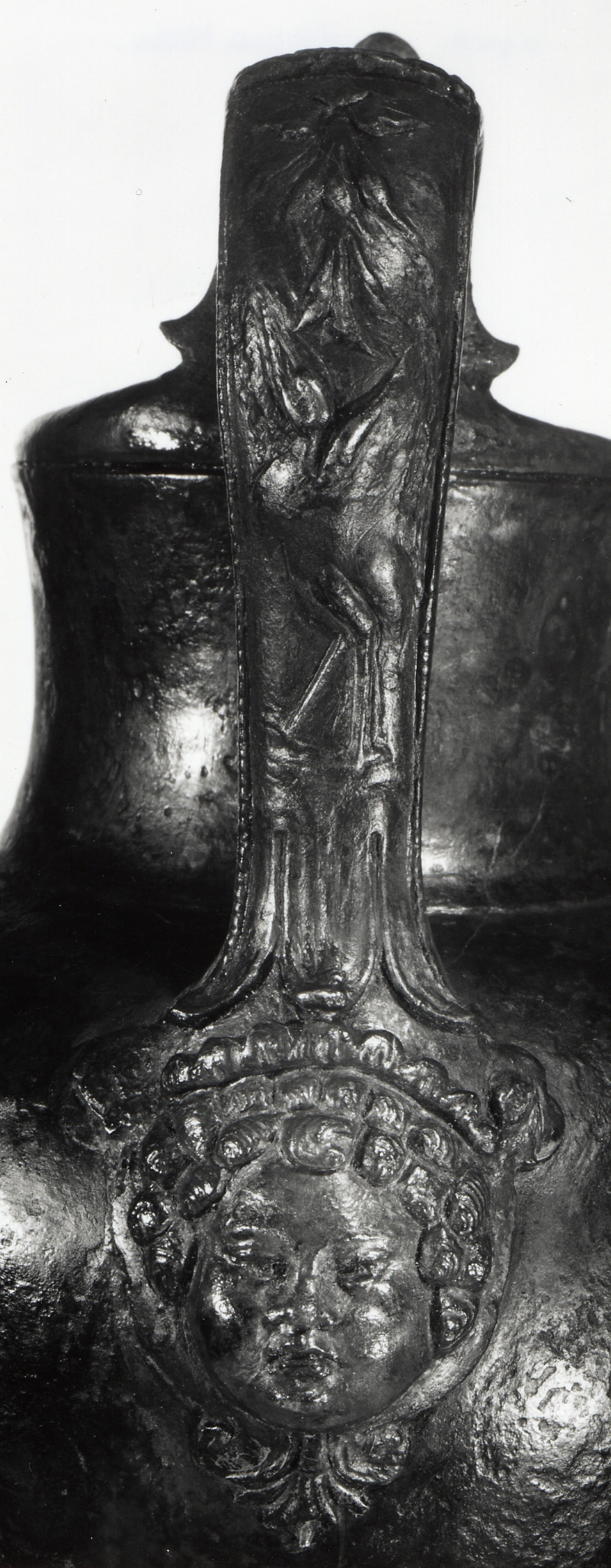
Anse de cruche à bec enfant bachique, musée du Louvre (département des antiquités grecques, étrusques et romaines).
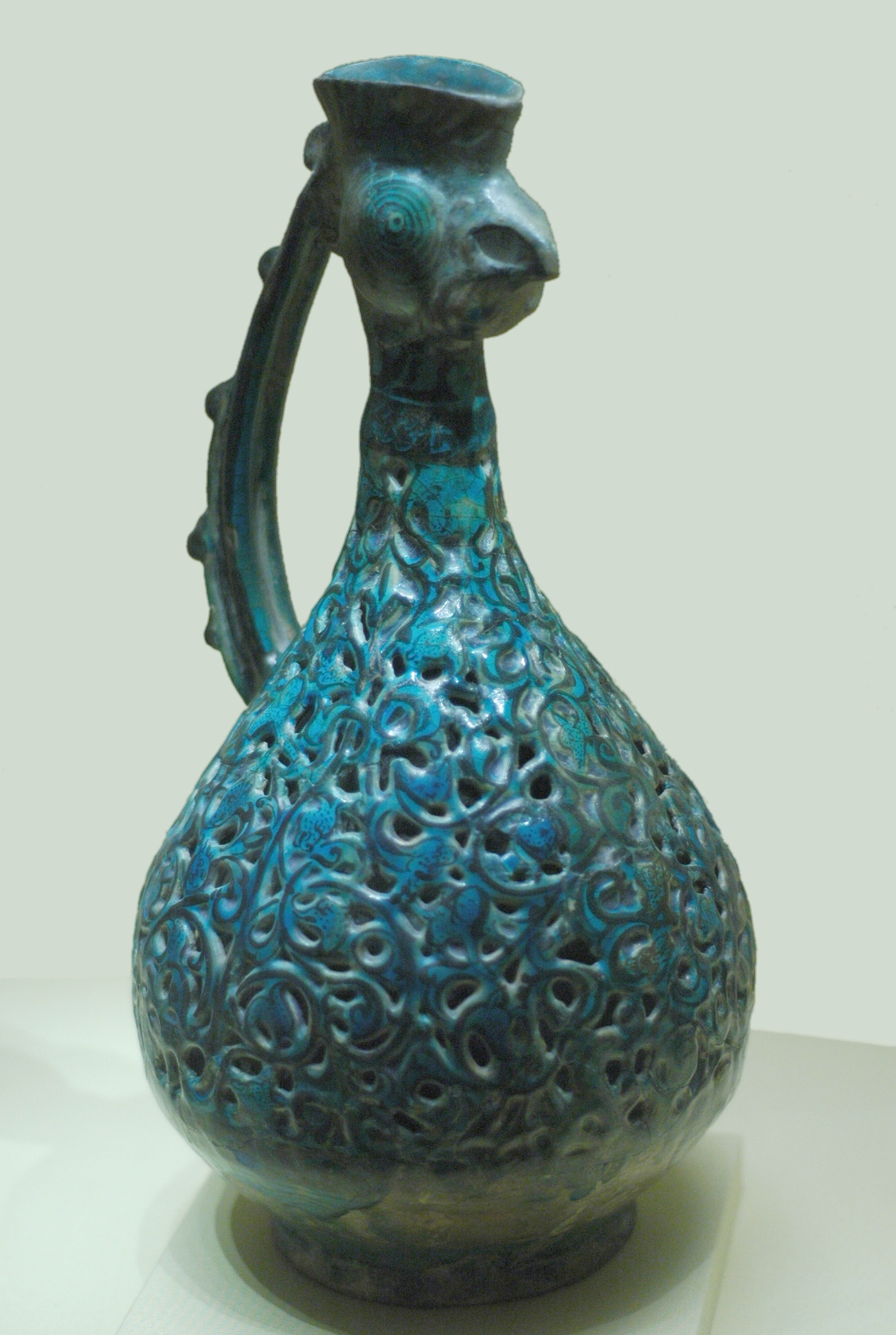
Aiguière à tête de coq, Iran, XIIe siècle, musée du Louvre.
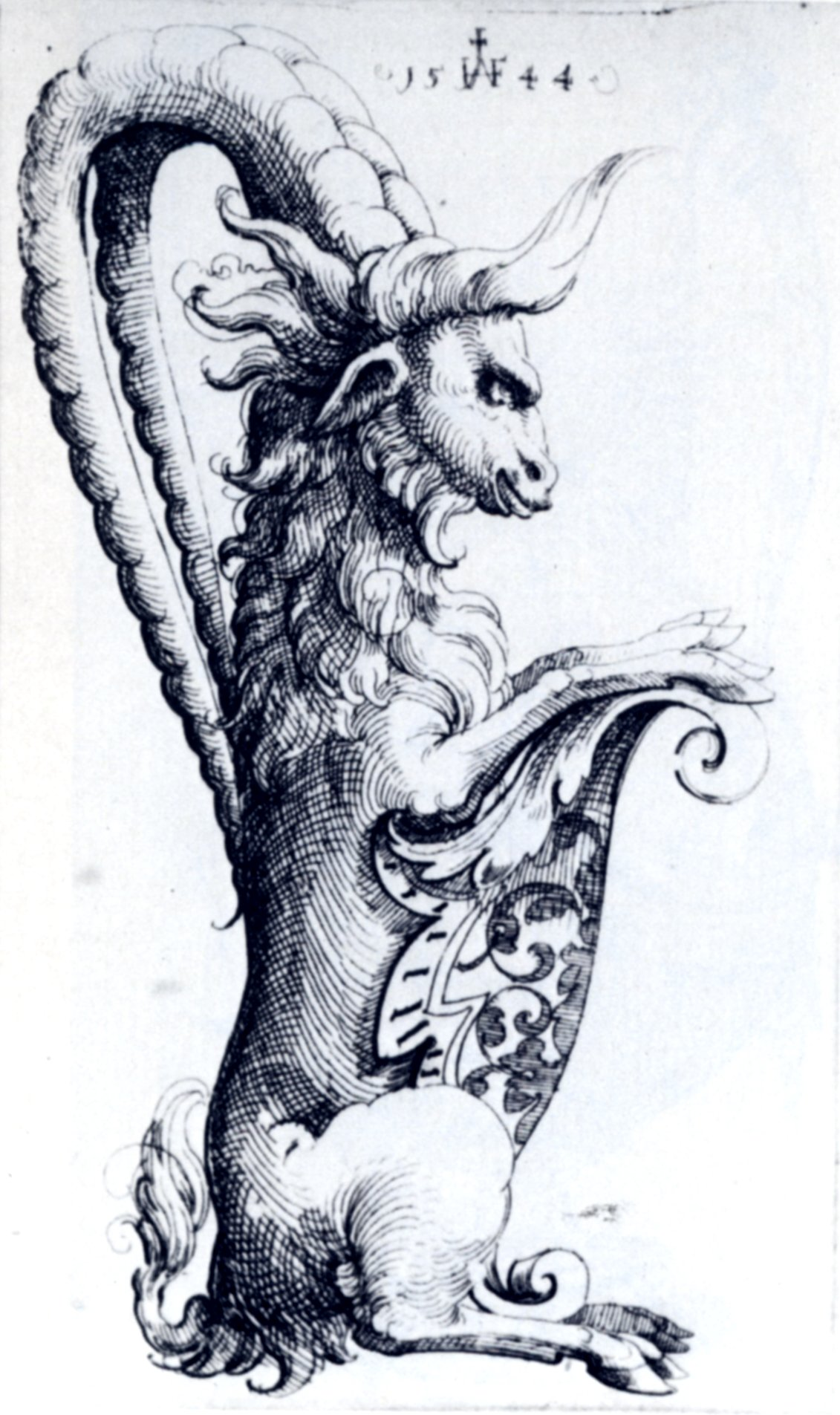
Dessin pour une aiguière zoomorphe, Augustin Hirschvogel, deuxième quart du XVIe siècle, British Museum.
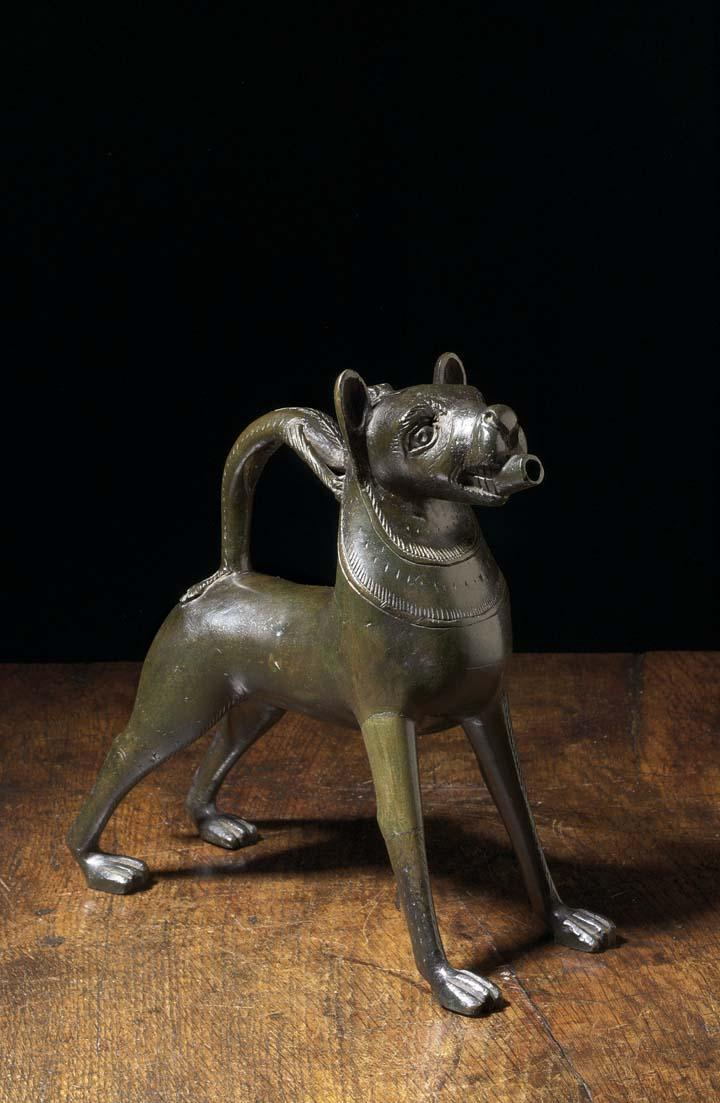
Aquamanile en bronze ca. XIIe-XIIIe siècle.
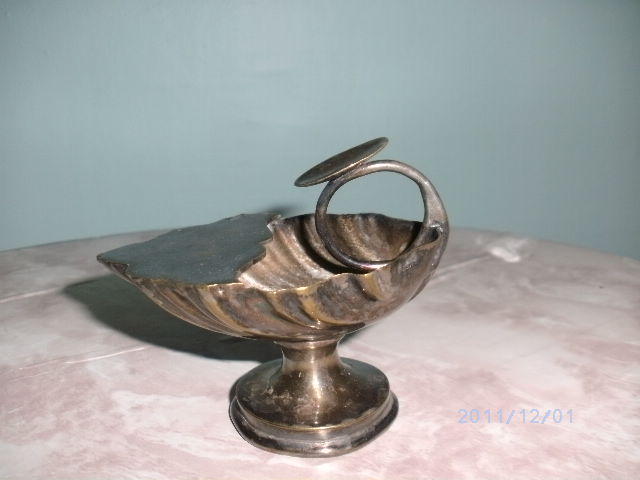
Aiguière utilisée pour les baptêmes.
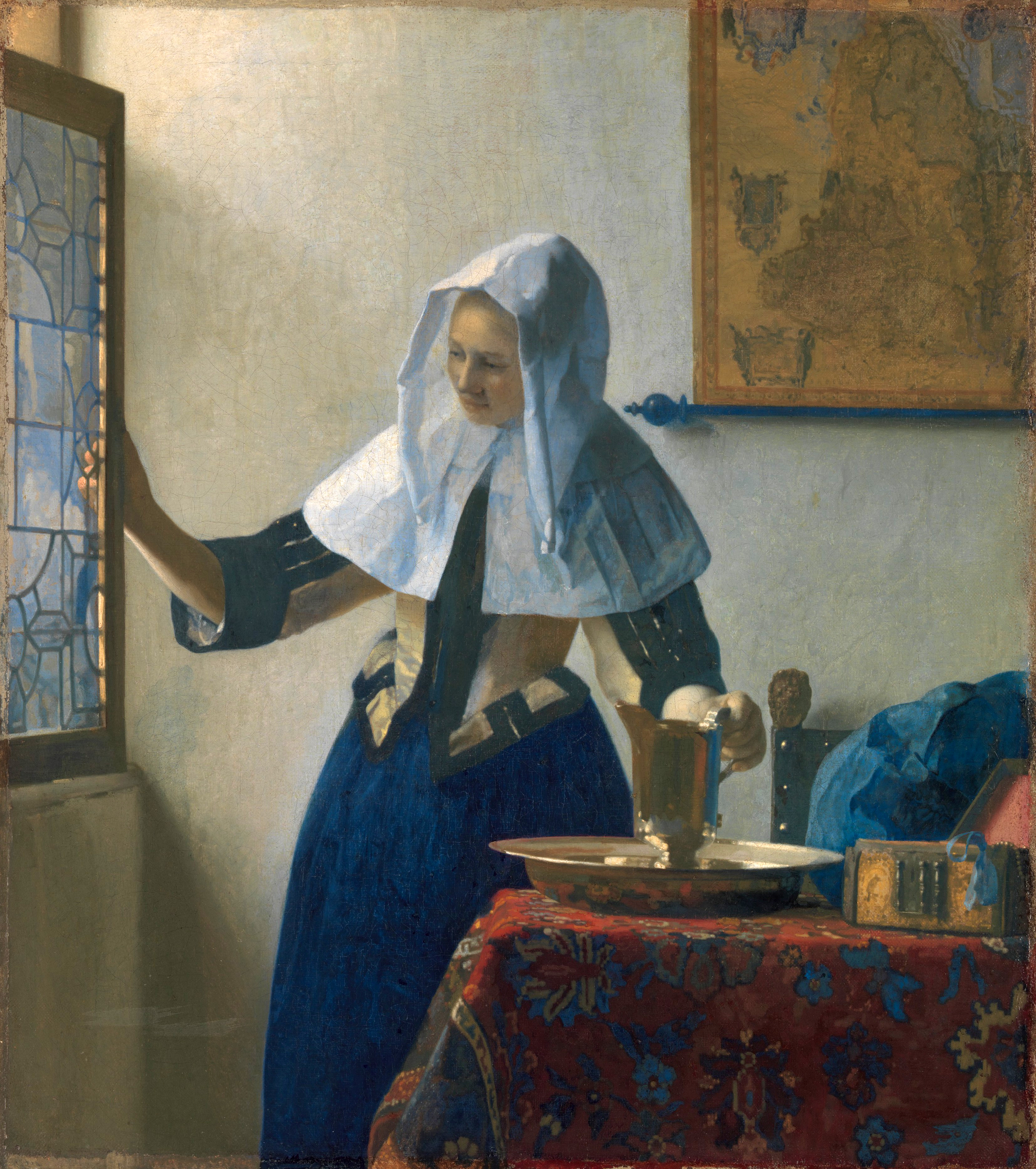
Johannes Vermeer, Jeune Femme à l'aiguière, Metropolitan Museum of Art, New York.
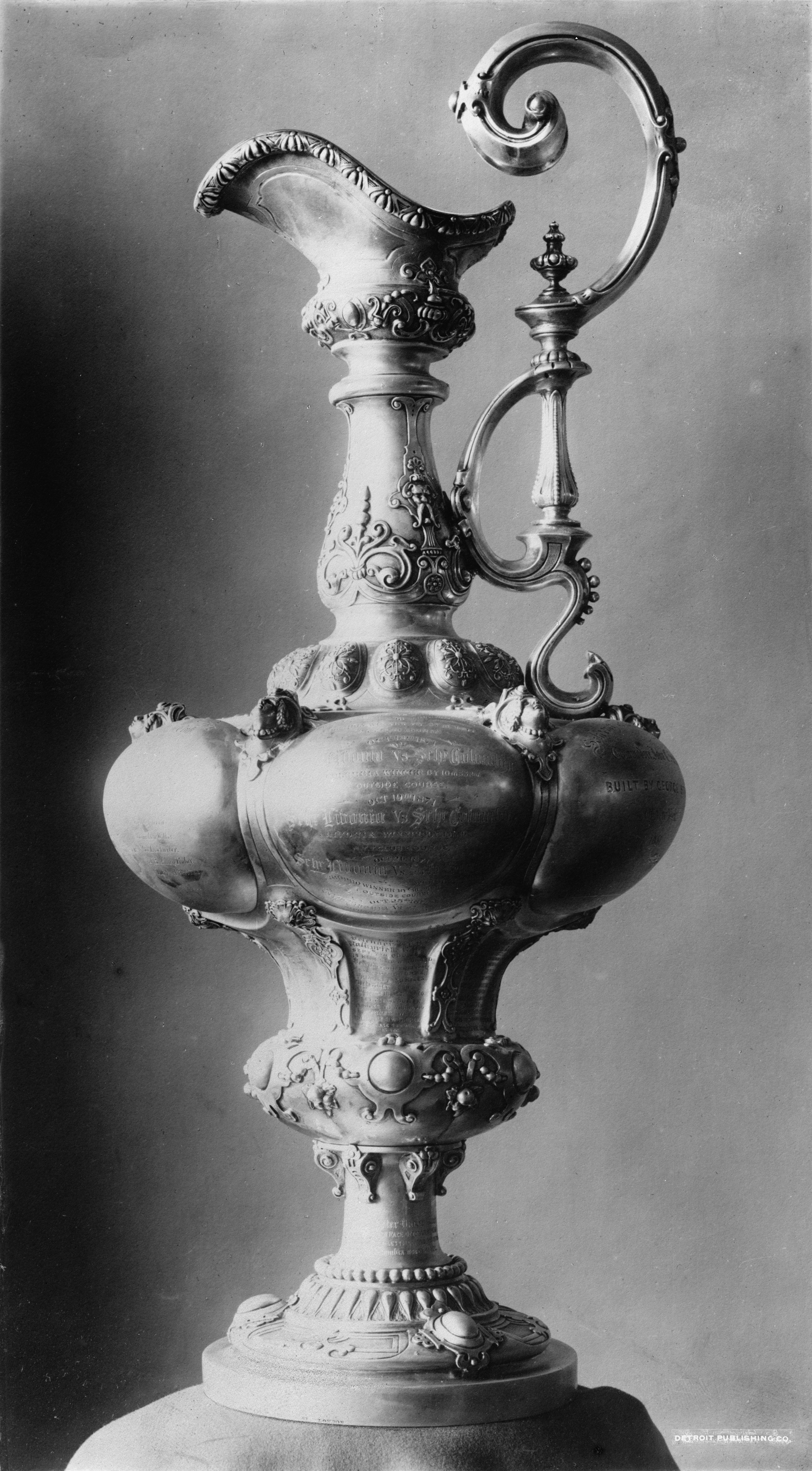
La Coupe de l'America.